# Circle the Wagons
Circle the Wagons è il quattordicesimo album in studio del gruppo musicale black metal norvegese Darkthrone, pubblicato l'8 marzo 2010 da Peaceville Records. Seppur ritenuto inferiore rispetto ai suoi predecessori, il disco ha ricevuto recensioni abbastanza positive. Lo stesso Fenriz ha dichiarato che il disco è una personale fusione di heavy metal/speed metal/punk e che è un ulteriore allontanamento dal black metal.
Nel booklet è presente il numero di catalogo ANTI-King ov Hell 001, probabilmente riferito alla disputa sul copyright dei Gorgoroth.
È stato pubblicato anche in LP in edizione limitata a 2 000 copie, in edizione slipcase e in edizione digipack contenente un videoclip bonus e un booklet sulla storia della band.

## Tracce
1. Those Treasures Will Never Befall You – 4:21
2. Running for Borders – 4:04
3. I Am the Graves of the 80s – 3:07
4. Stylized Corpse – 7:33
5. Circle the Wagons – 2:46
6. Black Mountain Totem – 5:36
7. I Am the Working Class – 5:08
8. Eyes Burst at Dawn – 3:49
9. Bränn inte slottet – 4:37

### Edizione digipack
1. Darkthrone - CTW - Special - 12:20

## Formazione
- Nocturno Culto – voce, chitarra, basso, missaggio, ingegneria del suono, note, foto di copertina
- Fenriz – batteria, voce, missaggio, ingegneria del suono

### Crediti[8]
- Brage - cori
- Eivind - cori
- Innlandet Mannskor - cori
- Sverre Steinsland - cori, fotografia
- Dennis Dread - artwork
- Henning - mastering
- Tim Karrenberg - fotografia
- Maser'n - fotografia
- Rolf K. Medbøe - fotografia
- Jonas Schmidt - fotografia
- Einar Sjursø - layout

## Classifiche
| Classifica (2010) | Posizione |
| ----------------- | --------- |
| Norvegia          | 23        |